# Wakasa, Tottori
Wakasa (若桜町 Wakasa-chō) là thị trấn thuộc huyện Yazu, tỉnh Tottori, Nhật Bản. Tính đến ngày 1 tháng 10 năm 2020, dân số ước tính thị trấn là 2.864 người và mật độ dân số là 14 người/km2. Tổng diện tích thị trấn là 199,18 km2.